# Немая ярость
«Немая ярость» (англ. Silent Night; досл.: «Тихая ночь») — художественный фильм режиссёра Джона Ву. В главной роли в фильме снялся Юэль Киннаман. Фильм отличается полным отсутствием диалогов.
Премьера фильма в США состоялась 1 декабря 2023 года. Фильм собрал 9 миллионов долларов и получил смешанные отзывы критиков.

## Сюжет
Главный герой внедряется в преступный мир, намереваясь разжечь войну между группировками, чтобы отомстить за смерть своего маленького сына.

## В ролях
- Юэль Киннаман — Брайан Годлок
- Кид Кади — детектив Деннис Вассель
- Гарольд Торрес — Плайя
- Каталина Сандино Морено — Сайя Годлок
- Винни О’Брайен — Энтони Барелло
- Ёко Ханамура — Руис
- Валерия Сантаэлла — Венера

## Производство
В октябре 2021 года стало известно о начале производства фильма «Тихая ночь», с полным отсутствием диалогов. Режиссёром выступит Джон Ву, главную роль получил Юэль Киннаман. В марте 2022 года ассистент по спецэффектам получил травму во время съёмок пробных трюков в Мехико. Члена съёмочной группы сбила машина, сломав ему бедро и вывихнув плечо. В апреле 2022 года к актёрскому составу присоединились Кид Кади, Гарольд Торрес и Каталина Сандино Морено.
Съёмки начались в апреле 2022 года в Мехико и завершились 17 мая 2022 года.
В интервью изданию Vulture Ву рассказал: «Очень интересный фильм. Весь фильм обходится без диалогов. Это позволило мне использовать визуальные образы, чтобы рассказать историю, рассказать о том, что чувствует персонаж. Вместо языка мы используем музыку. В фильме всё держится на зрении и звуке. Бюджет был немного ограничен, график был жёстким, но это заставило меня изменить стиль работы. Обычно для большого фильма, студийного фильма, мы снимаем много дублей, а потом оставляем их в монтажной. Но в этом фильме я пытался комбинировать, не делая никаких репортажных съёмок. Мне пришлось заставить себя использовать новый вид техники. Некоторые сцены состояли из двух-трёх страниц, но я сделал все это в одном кадре».

## Восприятие
Дэвид Эрлих в рецензии для IndieWire осудил фильм, поставив ему оценку «D» и пишет, что «самое доброе, что я могу сказать о последнем фильме [Джона Ву], это то, что его худшие моменты совсем не похожи на кино Джона Ву». Кайл Смит из The Wall Street Journal раскритиковал решение об отсутствии диалогов в фильме, заявив, что результат «удивительно скучен».
Питер Дебрюге в рецензии для Variety написал: «Как бы глупо это ни было, „Тихая ночь“ даёт зрителям повод ещё раз порадоваться за гонконгского новатора, считаясь одним из немногих кровавых рождественских контрпрограмм со времён „Крепкого орешка“, который достоин повторного просмотра в будущем». Фрэнк Шек в рецензии для The Hollywood Reporter написал: «К чести Ву и сценариста Роберта Линна, а также яростной и физической игры Киннамана, отсутствие диалогов в фильме оказывается не уловкой, а преимуществом. Норма Десмонд наверняка бы одобрила». Он отметил, что «изюминкой фильма стала не одна из многих пышно поставленных перестрелок, а напряженно жестокий, продолжительный рукопашный бой между Брайаном и одним из приспешников Плайи, по сравнению с которым классическая сцена драки в хичкоковском „Разорванном занавесе“ кажется дракой на школьном дворе».